# Bạch Vân Quán

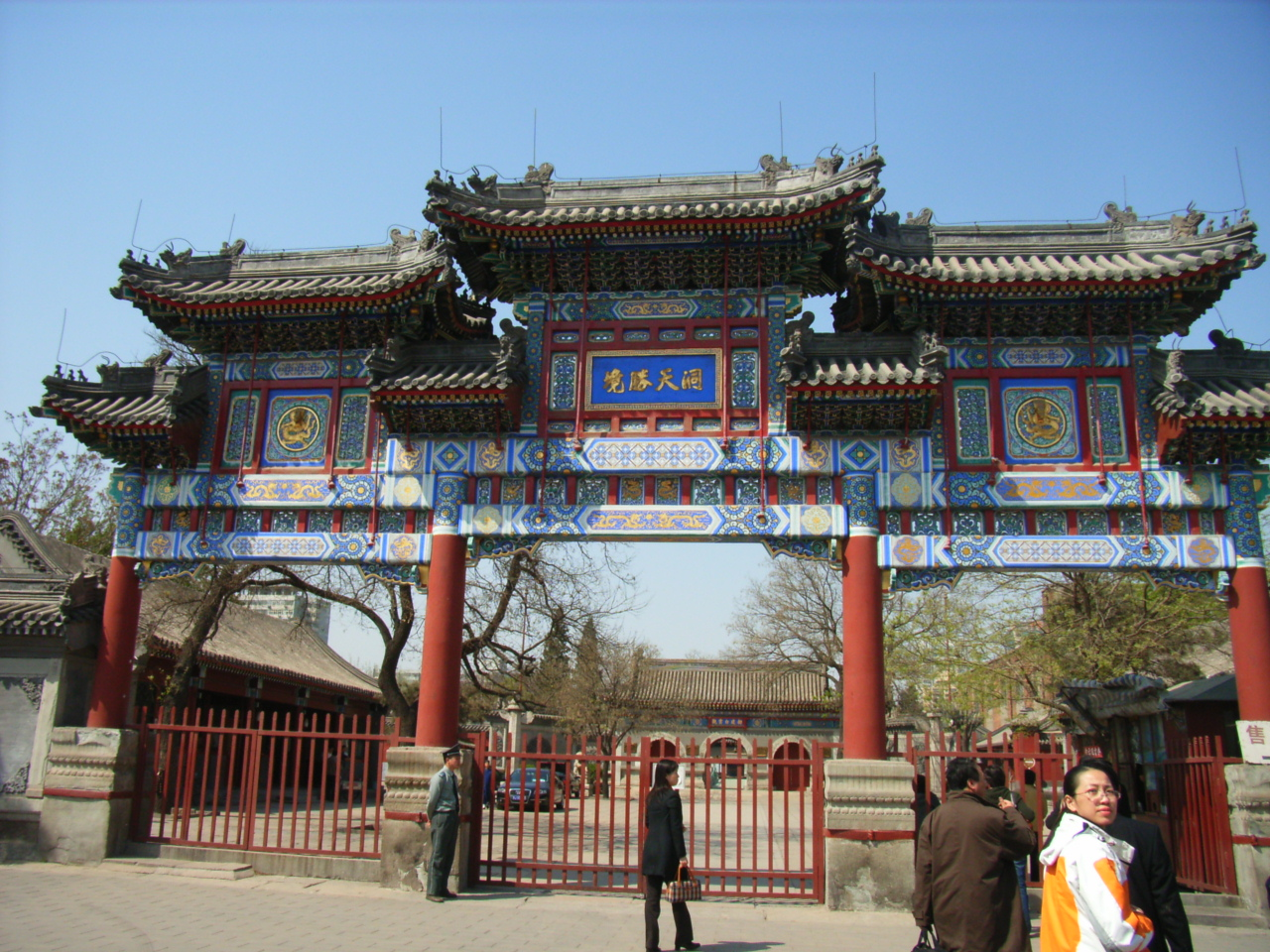
Cổng vào Bạch Vân quán

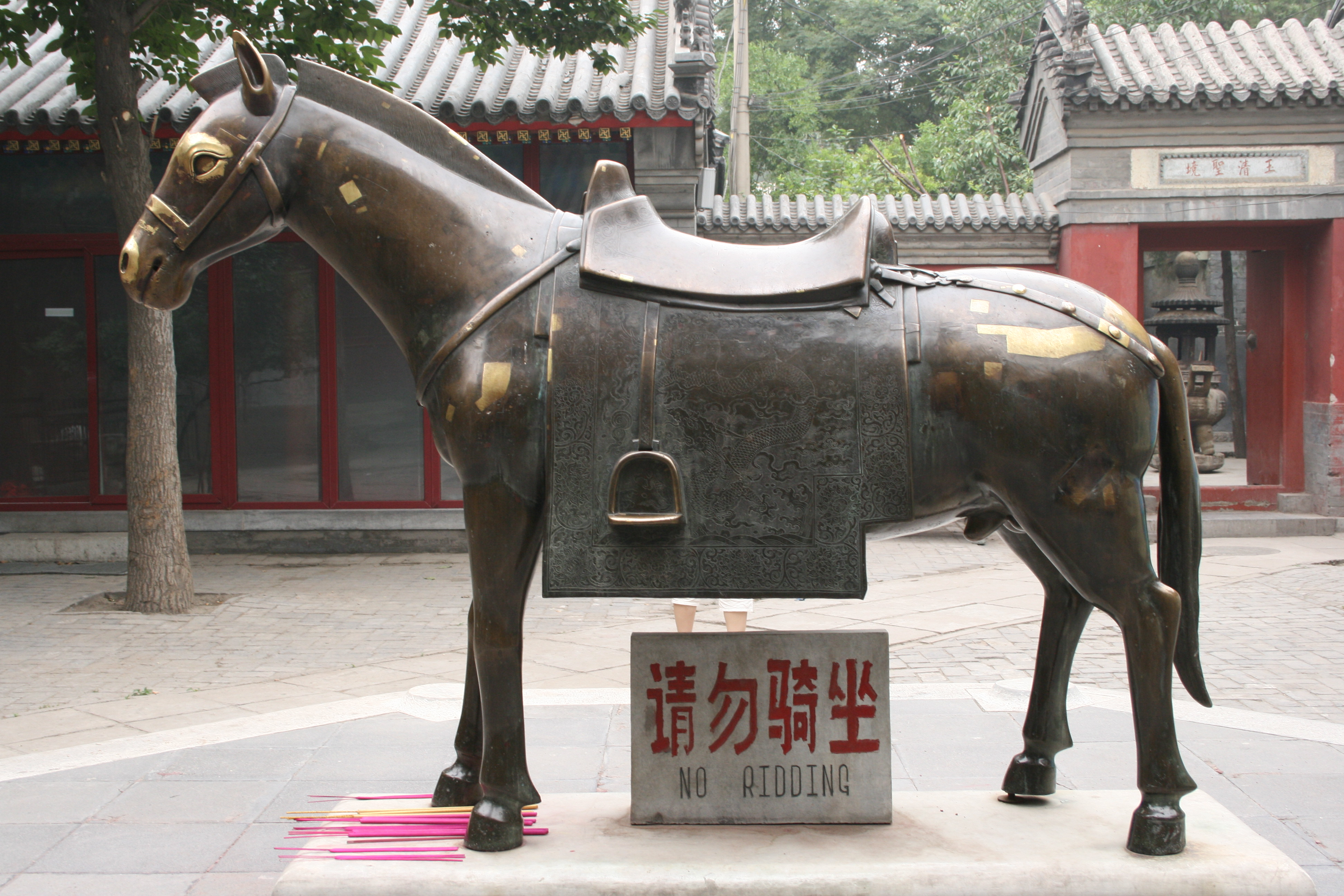
Tượng ngựa ở Bạch Vân Quán

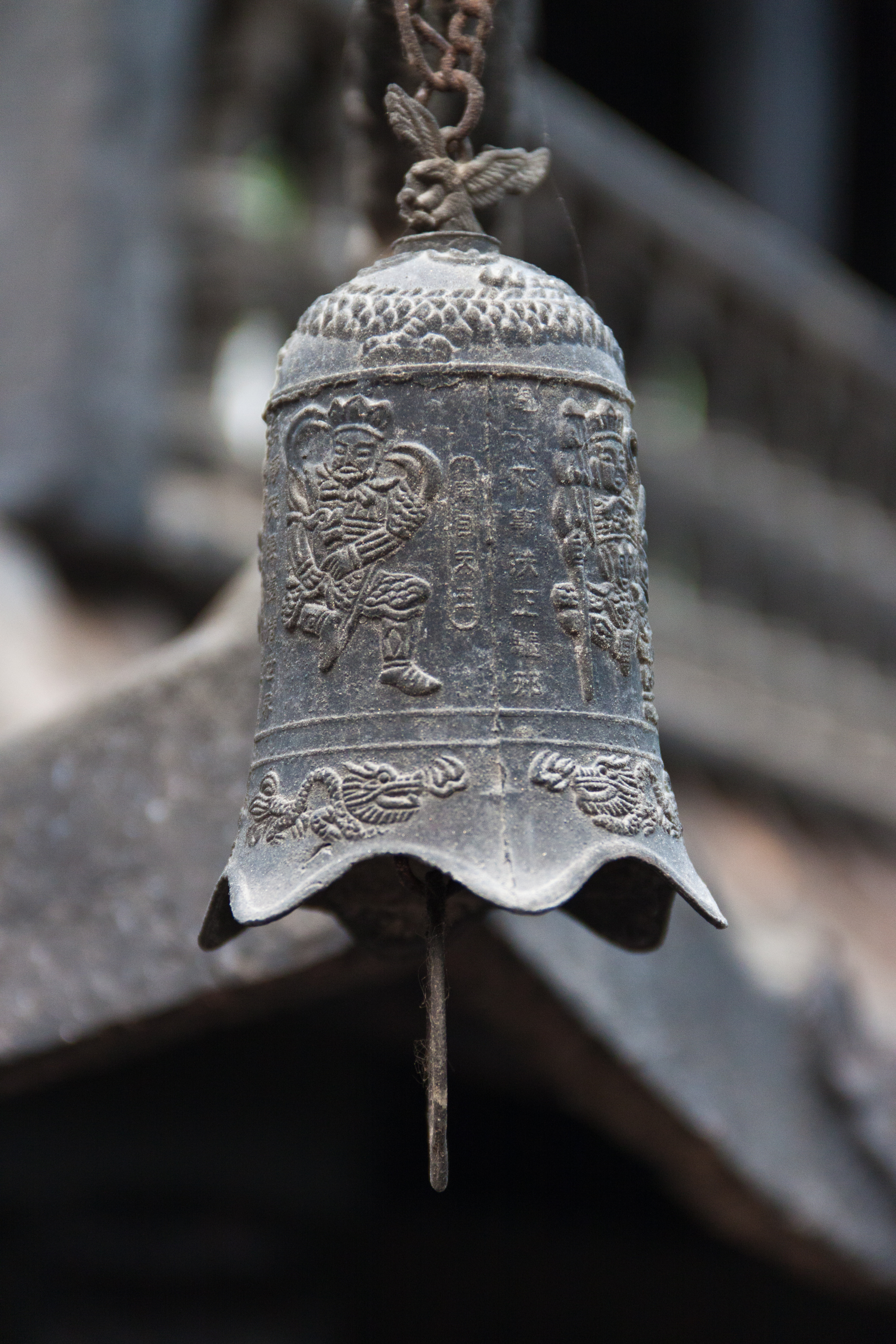
Chuông đồng

Bạch Vân Quán là một đạo quán ở phía ngoài cửa tây của Bắc Kinh, là tổ đình của Toàn Chân phái, nổi tiếng là «Thiên hạ đệ nhất tùng lâm». 

## Lịch sử
Tên ban đầu của nơi này là Thiên Trường Quán, xây dựng năm 722 theo sắc lệnh của Đường Huyền Tông. Đời Kim, giặc Khiết Đan phương bắc kéo xuống phương nam đánh phá, Thiên Trường Quán bị hủy hoại nặng nề. Năm 1167 Kim Thế Tông sắc lệnh trùng tu, đặt tên lại là Thập Phương Đại Thiên Trường Quán. Năm 1202, đạo quán bị đốt cháy, Kim Chương Tông ban sắc lệnh trùng tu năm 1203, đổi tên là Thái Cực Điện, rồi lại đổi thành Thái Cực Cung.
Đời Nguyên, đạo quán nổi danh kể từ Khưu Xứ Cơ được Thành Cát Tư Hãn quý trọng. Khưu Xứ Cơ về trụ trì Thái Cực Cung năm 1224. Nguyên Thái Tổ ban sắc lệnh tu sửa nơi này và đổi tên thành Trường Xuân Cung. Cuối đời Nguyên, Trường Xuân Cung cũng bị hư hoại trong chiến tranh. Vào những năm Vĩnh Lạc (1403-1424), vua Minh Thành Tổ ban sắc lệnh trùng tu, và đổi tên nơi này thành Bạch Vân Quán năm 1443. 

## Kiến trúc
Quần thể Bạch Vân Quán gồm Bài Lâu (lầu gỗ cao 7 tầng để quan sát tinh tú), Linh Quan Điện (thờ thần hộ pháp của Đạo giáo là Vương Linh Quan), Ngọc Hoàng Điện (thờ Ngọc Hoàng Thượng đế), Lão Luật Đường (tức Thất Chân Điện, thờ Toàn Chân Thất Tử), Khưu Tổ Điện (kiến trúc trung tâm của Bạch Vân Quán, thờ Khưu Xứ Cơ), Tam Thanh Các, Tứ Ngự Điện (thờ chư thần của Đạo giáo). Những điện đường này xây dựng không cùng thời gian, bên trong có tượng thờ và hình ảnh trang trí tùy theo mục đích thờ phụng.